# Ебіґейл Спенсер
Ебіґейл Лі Спенсер (англ. Abigail Leigh Spencer; нар. 4 серпня 1981) — американська акторка.

## Життя та кар'єра
Ебіґейл Спенсер народилася 4 серпня 1981 року в містечку Галф-Бріз, округ Санта-Роза, Флорида, й уже в чотирирічному віці почала брати участь у місцевих конкурсах. У підлітковому віці вона брала участь у кількох місцевих постановках, а в 1999 році дебютувала на національному телебаченні у денний мильній опері «Всі мої діти», де аж до 2001 року відігравала роль Ребекки Тайрі.
Спенсер зіграла головну роль у телесеріалі «Особливий погляд» в 2006 році, який був закритий після одного сезону. Також на телебаченні вона з'явилася епізодах таких серіалів як «CSI: Місце злочину», «Дівчата Гілмор», «Та, що говорить з привидами», «Як я зустрів вашу маму», «Приватна практика» і «Касл». У неї були другорядні ролі в серіалах «Божевільні» в 2009, «Сестра Готорн» у 2010, і «Форс-мажори» у 2011—2019 роках.
Починаючи з 2010 року, Ебіґейл Спенсер в основному почала з'являтися на великому екрані, граючи ролі другого плану у фільмах «Небезпечні сни», «Ковбої проти прибульців», «Отже, війна» і «Підкорювачі хвиль». Вона зіграла головну роль у трилері «Привиди в Коннектикуті 2: Тіні минулого» і з'явилася у фентезі «Оз: Великий та Могутній» в 2013 році.
У 2013—2016 роках Спенсер грала одну з головних ролей у телесеріалі «Помилки минулого». Шоу та акторська гра актриси отримали похвалу від критиків, а Спенсер була номінована на премію «Вибір телевізійних критиків» за найкращу жіночу роль другого плану в драматичному серіалі. До кінця 2010-х вона зіграла помітні ролі в серіалах: «Справжній детектив», «Поза часом», «Анатомія Грей», «Розправа».

## Особисте життя
У 2004—2013 роках Спенсер була одружена з Ендрю Прюіттом. 19 вересня 2008 у них народився син Роман.

## Фільмографія

### Кіно
| Рік  | Назва                                   | Оригінальна назва                                | Роль           | Примітки     |
| ---- | --------------------------------------- | ------------------------------------------------ | -------------- | ------------ |
|      |                                         | One Heart                                        | Емі Гоґен      | (анонсовано) |
| 2018 | Кнопки                                  | Buttons                                          | Аннабель       |              |
| 2017 | Три жінки                               | Three Women                                      | Медлін         | короткий     |
| 2016 | Солодке життя                           | The Sweet Life                                   | Лоліта Новікі  |              |
| 2015 | Зорі                                    | Stars                                            | Гетер          |              |
| 2015 |                                         | H8RZ                                             | Лора Седжвік   |              |
| 2015 |                                         | A Beautiful Now                                  | Ромі           |              |
| 2015 |                                         | A Walk in Winter                                 | Ебіґейл        | короткий     |
| 2015 |                                         | The Heyday of the Insensitive Bastards           | Ебіґейл        |              |
| 2014 |                                         | The Pieces                                       | Ванесса        | короткий     |
| 2014 |                                         | The Forger                                       | Агент Пейслі   |              |
| 2014 | Далі живіть, як знаєте                  | This Is Where I Leave You                        | Квінн Альтман  |              |
| 2013 | Тут і зараз                             | Here and Now                                     | Жінка          | короткий     |
| 2013 | Кіліманджаро                            | Kilimanjaro                                      | Івонн          |              |
| 2013 | Оз: Великий та Могутній                 | Oz the Great and Powerful                        | Асистентка Мей |              |
| 2013 | Привиди в Коннектикуті 2: Тіні минулого | The Haunting in Connecticut 2: Ghosts of Georgia | Лайза Вайрік   |              |
| 2012 | Підкорювачі хвиль                       | Chasing Mavericks                                | Бренда Гессон  |              |
| 2012 | Отже, війна                             | This Means War                                   | Кейті          |              |
| 2011 | Ґрейс                                   | Grace                                            | Сара Ґрейс     |              |
| 2011 | Ковбої проти прибульців                 | Cowboys & Aliens                                 | Еліс           |              |
| 2010 | Небезпечні сни                          | In My Sleep                                      | Ґвен           |              |
| 2009 |                                         | INST MSGS (Instant Messages)                     |                | короткий     |
| 2007 |                                         | Passing the Time                                 | Джессіка       | короткий     |
| 2007 | Джекілл                                 | Jekyll                                           | Талія Кар'ю    |              |
| 2006 |                                         | Hooked                                           | Венді          | короткий     |
| 2005 | Пальто зі снігу                         | A Coat of Snow                                   | Сенді          |              |
| 2003 | Правда або дія                          | Truth and Dare                                   | Скаї           |              |
| 2001 | Багаття історії                         | Campfire Stories                                 | Мелісса        |              |

### Телебачення
| Рік        | Назва                          | Оригінальна назва              | Роль                       | Примітки                 |
| ---------- | ------------------------------ | ------------------------------ | -------------------------- | ------------------------ |
| 2019       |                                | Reprisal                       | Доріс Квін / Кетрін Гарлоу | телесеріал (10 епізодів) |
| 2017-2019  | Анатомія Грей                  | Grey's Anatomy                 | Д-р Меган Гант             | телесеріал (6 епізодів)  |
| 2011-2019  | Форс-мажори                    | Suits                          | Дейна Скотт                | телесеріал (15 епізодів) |
| 2019       | Вейн                           | Wayne                          | Донна (Мама)               | вебсеріал (1 епізод)     |
| 2016-2018  | Поза часом                     | Timeless                       | Люсі Престон               | телесеріал (27 епізодів) |
| 2013-2016  | Помилки минулого               | Rectify                        | Аманта Голден              | телесеріал (30 епізодів) |
| 2016       |                                | Comedy Bang! Bang!             | Ванна                      | телесеріал (1 епізод)    |
| 2015       | Справжній детектив (2-й сезон) | True Detective                 | Джина Брюн                 | телесеріал (2 сезон)     |
| 2007, 2014 | Як я зустрів вашу маму         | How I Met Your Mother          | Бла-бла (Керол)            | телесеріал (2 епізоди)   |
| 2012-2013  |                                | Burning Love                   | Енні                       | телесеріал (28 епізодів) |
| 2013       |                                | NTSF: SD: SUV                  | Керолайн                   | телесеріал (1 епізод)    |
| 2010, 2012 |                                | Childrens Hospital             | Юна Чіф / Мексін Спретт    | телесеріал (3 епізоди)   |
| 2011       | Як бути джентльменом           | How to Be a Gentleman          | Лідія                      | телесеріал (1 епізод)    |
| 2010       |                                | Rex Is Not Your Lawyer         | Ліндсі Стірс               | телесеріал (1 епізод)    |
| 2010       | Сестра Готорн                  | Hawthorne                      | Д-р Ерін Джеймсон          | телесеріал (8 епізодів)  |
| 2010       | Болота                         | The Glades                     | Ешлі Картер                | телесеріал (1 епізод)    |
| 2009       | Касл                           | Castle                         | Сара Рід                   | телесеріал (1 епізод)    |
| 2009       | Божевільні                     | Mad Men                        | Сюзанн Фаррелл             | телесеріал (6 епізодів)  |
| 2009       | Приватна практика              | Private Practice               | Рейчел                     | телесеріал (1 епізод)    |
| 2008       | Місячне світло                 | Moonlight                      | Сімона Волкер              | телесеріал (1 епізод)    |
| 2008       | Кістки                         | Bones                          | Філліпа Фітц               | телесеріал (1 епізод)    |
| 2008       | Ласкаво просимо до «Капітана»  | Welcome to the Captain         | Клер Теннер                | телесеріал (1 епізод)    |
| 2007       |                                | Backyards & Bullets            |                            | телефільм                |
| 2007       |                                | My Boys                        | Лісса                      | телесеріал (1 епізод)    |
| 2007       | Та, що говорить з привидами    | Ghost Whisperer                | Сінді Браун                | телесеріал (1 епізод)    |
| 2006       | Очі Анжели                     | Angela's Eyes                  | Анжела Генсон              | телесеріал (13 епізодів) |
| 2006       |                                | Introducing Lennie Rose        | Ленні Роуз                 | телефільм                |
| 2006       | Дівчата Гілмор                 | Gilmore Girls                  | Меґан                      | телесеріал (1 епізод)    |
| 2006       | Інстинкт вбивці                | Killer Instinct                | Вайолет Саммерс            | телесеріал (1 епізод)    |
| 2005       | CSI: Місце злочину             | CSI: Crime Scene Investigation | Беккі Лестер               | телесеріал (1 епізод)    |
| 2005       |                                | Fathers and Sons               | Кларісса                   | телефільм                |
| 2003       | Вже приїхали?                  | Are We There Yet?              |                            | телефільм                |
| 1998-2000  | Усі мої діти                   | All My Children                | Бекка Тірі                 | телесеріал (21 епізод)   |